# Saint-André-de-Vézines
Saint-André-de-Vézines é uma comuna francesa na região administrativa de Occitânia, no departamento de Aveyron. Estende-se por uma área de 38,97 km². Em 2010 a comuna tinha 135 habitantes (densidade: 3,5 hab./km²).